# Tricassa
Tricassa Simon, 1910 è un genere di ragni appartenente alla famiglia Lycosidae.

## Distribuzione
Le due specie sono state rinvenute in Africa meridionale: la T. deserticola in Namibia e nella Repubblica Sudafricana; la Tricassa madagascarensis sull'isola di Madagascar.

## Tassonomia
La denominazione corretta è Tricassa; nei lavori di Roewer in cui si parla di questo genere è presente la denominazione Triccasa, da ritenersi errata.
Non sono stati esaminati esemplari di questo genere dal 2001.
Attualmente, a dicembre 2021, si compone di 2 specie:
- Tricassa deserticola Simon, 1910b[2] — Namibia, Repubblica Sudafricana
- Tricassa madagascariensis Jocqué & Alderweireldt, 2001 — Madagascar

### Specie trasferite
- Tricassa subterranea (L. Koch, 1882); trasferita al genere Arctosa C. L. Koch, 1847